# 이나사노하마

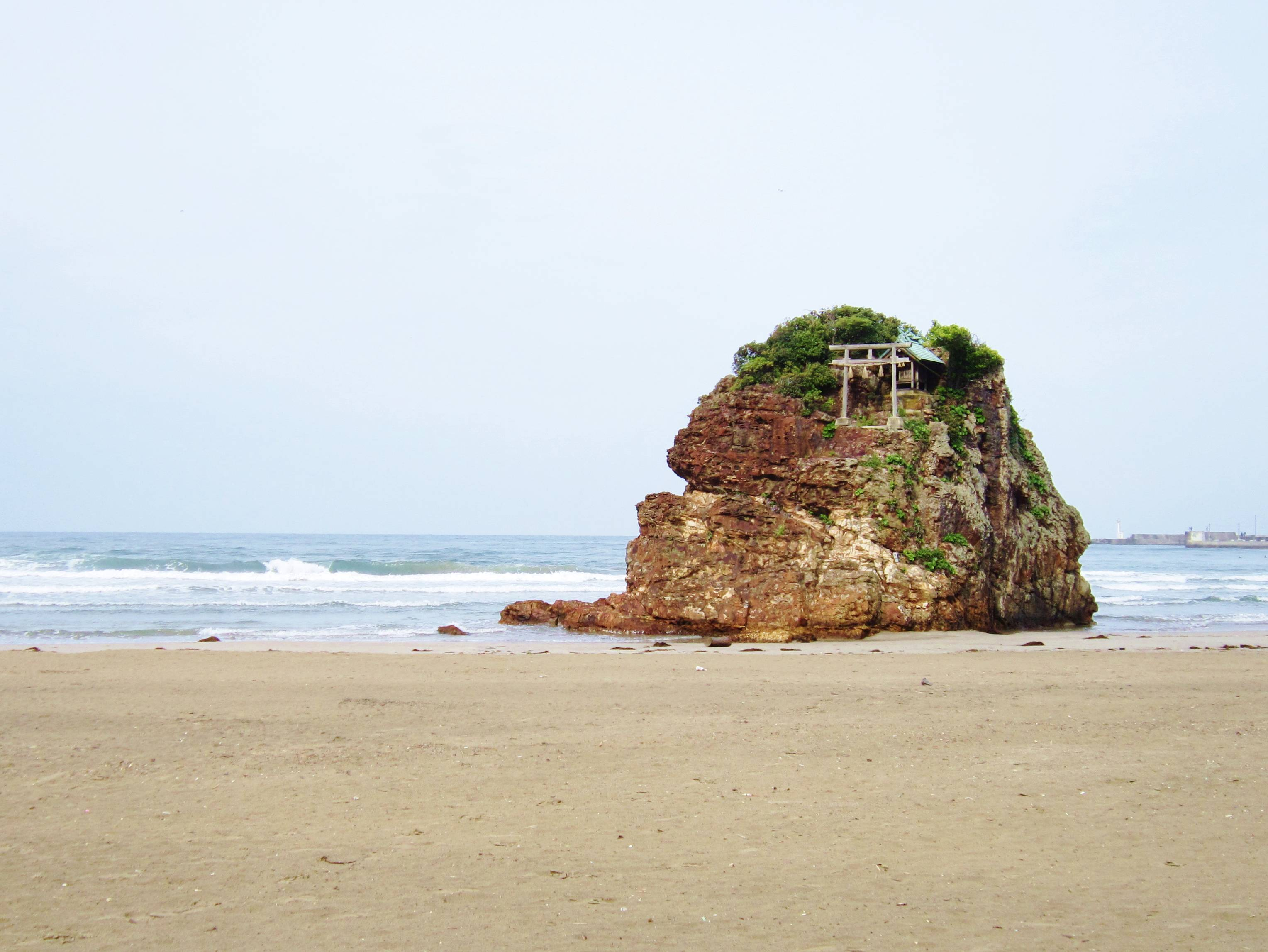
이나사노하마와 벤텐지마

이나사노하마(일본어: 稲佐の浜)는 일본 시마네현 이즈모시 다이샤초에 있는 해변이다. 벤텐지마(弁天島)라는 작은 섬이 해변에 있는 것으로 유명하다. 벤텐지마는 이나사노하마 중심에 있으며, 과거에는 변재천을 모셨지만 현재는 도요타마 히코노미코토를 모시고 있다.